# 真心盼望地球和平! / 想和他一起開店!
「真心盼望地球和平! / 想和他一起開店!」（この地球の平和を本気で願ってるんだよ! / 彼と一緒にお店がしたい!）是日本的女子偶像組合早安少女組。的第47张单曲。2011年9月14日由zetima发售。

## 概要
- 「真心盼望地球和平! / 想和他一起開店!」是繼「The☆Pea～ce! / 充滿愛的大宇宙」後第二張2A單曲，亦是早安少女組。五期成員高橋愛的畢業單曲。
- 此单曲的發行日是成員高橋愛的生日。
- 此單曲有5個版本，分別有「初回生產限定盤A - C」、「CD ONLY」和「高橋愛畢業記念盤」。「初回生產限定盤A 和 C」收錄了「真心盼望地球和平!」的PV；「初回生產限定盤B」收錄了「想和他一起開店!」的PV。
- 八期成員光井愛佳因腳傷而沒有參與「真心盼望地球和平!」的PV Dance Shot部份。
- 「高橋愛畢業記念盤」收錄了主打曲「真心盼望地球和平!」和成員高橋愛的獨唱曲「帶著自信與夢想起飛」（自信持って 夢を持って 飛び立つから），此单曲亦是繼「玩笑般的戀愛」後第二張推出兩種不同的版本的單曲。
- 在9月26日於公信榜单曲週排行榜取得第2位。

## 收錄内容

### CD

#### 初回生産限定盤A - C, CD ONLY
1. 真心盼望地球和平!
（作詞、作曲：淳君 編曲：平田祥一郎）
2. 想和他一起開店!
（作詞、作曲：淳君  編曲：大久保薫）
3. 真心盼望地球和平!(Instrumental)
4. 想和他一起開店!(Instrumental)

#### 高橋愛畢業記念盤
1. 真心盼望地球和平!
2. 帶著自信與夢想起飛
（作詞、作曲：淳君  編曲：板垣祐介
高橋愛主唱
3. 真心盼望地球和平!(Instrumental)

### DVD

#### 初回生産限定盤A
1. 真心盼望地球和平!（Close-up Ver.）

#### 初回生産限定盤B
1. 想和他一起開店!（Close-up Ver.）

#### 初回生産限定盤C
1. 真心盼望地球和平!（Another Ver.）